# Sean Biggerstaff
Sean Biggerstaff (Glasgow, 15 marzo 1983) è un attore britannico.
È conosciuto principalmente per aver interpretato il ruolo di Oliver Baston (Oliver Wood) nella saga cinematografica di Harry Potter.

## Biografia
Sean Biggerstaff è nato a Glasgow, in Scozia, ed è cresciuto con i genitori e la sorella Jenny nel quartiere Maryhill. Ha frequentato la scuola a Milngavie, partecipando al locale gruppo di teatro, il "Maryhill Youth Theatre", all'età di appena sette anni.

## Carriera
All'età di dieci anni ha ottenuto il suo primo ruolo interpretando il figlio di MacDuff in Macbeth diretto da Michael Boyd, per poi entrare, l'anno seguente, nella rinomata Scottish Youth Theatre, dove ha trascorso sei anni. Nel 1996 ottenne il suo primo ruolo importante, recitando nella miniserie televisiva The Crow Road. Nel 1997 fu notato dall'attore e futuro collega Alan Rickman che lo scritturò per il suo nuovo film L'ospite d'inverno, assegnandogli il ruolo di Tom, uno studente ribelle. Fu sempre Rickman a suggerire il nome di Biggerstaff all'agenzia londinese che si occupava dei casting per il nuovo franchise di Harry Potter, procurandogli il ruolo per cui è conosciuto al grande pubblico: Biggerstaff interpretò infatti il ruolo di Oliver Baston (Oliver Wood), capitano e portiere della squadra di Quidditch dei Grifondoro nei primi due film della saga (Harry Potter e La Pietra Filosofale e Harry Potter e La Camera dei Segreti) e per un breve cameo nell'ultimo film della saga (Harry Potter e i Doni della Morte – Parte 2).
Dopo l'esperienza con i primi due capitoli della saga di Harry Potter, ha interpretato Henry, Duca di Gloucester nella miniserie televisiva del 2004 Carlo II: Il Potere e la Passione, Matt nel dramma teatrale di Sharman MacDonald, The Girl With Red Hair, e Ben Willis in Chashback.
Nel 2007, Biggerstaff ha recitato nel film della BBC4 Consenting Adults, ruolo che gli è valso il premio BAFTA come Scotland's Award for Best Actor – Television. 
Nel 2015, ha recitato in Whisky Galore! con Gillies MacKinnon ed Eddie Izzard, remake del film commedia Whisky a volontà (1949).
Nel 2016 è protagonista in Right Now diretto da Michael Boyd, una trascrizione teatrale del libro omonimo dell'autrice franco-canadese Catherine-Anne Toupin; l'anno seguente annuncia la partecipazione alla serie della Big Finish Jenny: The Doctor's Daughter nel ruolo di Noah.

## Filmografia

### Cinema
- L'ospite d'inverno (The Winter Guest), regia di Alan Rickman (1997)
- Harry Potter e la pietra filosofale (Harry Potter and the Philosopher's Stone), regia di Chris Columbus (2001)
- Harry Potter e la camera dei segreti (Harry Potter and the Chamber of Secrets), regia di Chris Columbus (2002)
- Cashback - cortometraggio (2004)
- Cashback, regia di Sean Ellis (2006)
- X on a Map, regia di Jeff Desom (2009)[9]
- Hippie Hippie Shake, regia di Beeban Kidron (2010)
- Harry Potter e i Doni della Morte - Parte 2 (Harry Potter and the Deathly Hollows - Part 2), regia di David Yates (2011) - Cameo non accreditato
- Mary Queen of Scots, regia di Thomas Imbach (2013)
- Whisky Galore!, regia di Gillies MacKinnon (2016)
- Super November, regia di Douglas King (2018)[10]

### Televisione
- The Crow Road - miniserie TV (1996)
- Bright Sparks - serie TV (1998)
- Shada (Doctor Who) - serial TV (2003)
- Carlo II - Il potere e la passione - miniserie (2003)
- CHEM087 - cortometraggio (2006)
- Consenting Adults - film TV (2007)
- Miss Marple - serie TV, 1 episodio (2009)
- Garrow's Law - serie TV (2009)

## Teatro
- Figlio di Macduff in Macbeth, diretto da Michael Boyd. Tron Theater di Glasgow (1993)
- Matt in The Girl With Red Hair, diretto da Sharman MacDonald. Royal Lyceum Theater, Edimburgo. Hampstead Theatre di Londra (2005)
- Rory in Appointment with the Wicker Man, diretto da Vicky Featherstone, scritto da Greg Hemphill e Donald McLeary. National Theater of Scotland (2012).
- Ben in Right Now (A Présent), regia di Michael Boyd. Ustinov Studio a Bath (2016).
- Ivan ne I fratelli Karamazov, diretto da Richard Crane. Tron Theater di Glasgow (2017)

## Radio
- Shada (Doctor Who) - audio drama (2003)
- The Skull of Sobek (Doctor Who) - audio drama (2008)
- Time Reef (Doctor Who) - audio drama (2008)
- In a Land Far Away - Afternoon Drama (BBC Radio 4). (2009)
- Good With People - Afternoon Play (BBC Radio 4) (2011)
- Rebus: The Black Book Classic Serial (BBC Radio 4) (2012)
- Heart And Soul (Doctor Who) - audio drama (2014)

## Riconoscimenti
- BAFTA Scotland
  - 2007 – Miglior Attore – TV per Consenting Adults.

## Doppiatori italiani
Nelle versioni in italiano dei suoi film, Sean Biggerstaff è stato doppiato da:
- Stefano Crescentini in Harry Potter e la pietra filosofale, Harry Potter e la camera dei segreti
- Paolo Vivio in L'ospite d'inverno
- Andrea Lavagnino in Good Omens